# Шевченко, Тарас Григорьевич (Герой Украины)
Тарас Григорьевич Шевче́нко  (род. 1954) — украинский промышленный деятель, Герой Украины (2007).

## Биография
Родился 3 сентября 1954 года в селе Новоселовка Днепропетровской области.
После окончания средней школы и службы в Советской Армии, в 1977 году поступил учиться в Днепропетровский индустриальный техникум и по завершении учёбы начал трудовую деятельность в Днепропетровском металлургическом заводе им. Петровского электромонтером по ремонту электрооборудования, затем — подручным вальцовщика, вальцовщиком стана горячей прокатки листопрокатного цеха этого завода.
В 1983 году, без отрыва от производства, окончил Днепропетровский металлургический институт по специальности «обработка металлов давлением» и получил квалификацию инженера-металлурга. Работал старшим мастером стана «550-2», в 1987 году назначен заместителем главного инженера по прокатному производству — главным прокатчиком. В 1988 году был назначен начальником сортопрокатного цеха.
С 1995 по 1999 годы работал в должности главного инженера − первого заместителя директора ОАО «Днепропетровский металлургический комбинат им. Петровского». С 2000 года — главным инженером Алчевского меткомбината (Луганская область), а с 2002 года назначен генеральным директором этого предприятия.
В 2004—2006 годах — почётный президент футбольного клуба «Сталь» (Алчевск)
С 11 сентября 2017 года — генеральный директор ММК им. Ильича.

## Награды, звания
- 2006 — орден «За заслуги» III степени, за значительный личный вклад в развитие отечественной металлургической промышленности и многолетний добросовестный труд.
- 2006 — Заслуженный металлург Украины.
- 2006 — Почётный гражданин города Алчевска, за значительный личный вклад в социально-экономическое развитие города, неординарные решения и высокие производственные достижения, внедрение новых технологий, содействие социально-культурному развитию города.
- 2007 — Герой Украины (присвоено почётное звание, с вручением ордена Державы (21.11.2007) — за значительный вклад в развитие металлургической промышленности, сооружение и введение в действие кислородно-конверторного цеха Алчевского металлургического комбината, высокий профессионализм).